# Aleurocanthus cinnamomi
Aleurocanthus cinnamomi là một loài côn trùng cánh nửa trong họ Aleyrodidae, phân họ Aleyrodinae.
Aleurocanthus cinnamomi được Takahashi miêu tả khoa học đầu tiên năm 1931.